# Ridgway (Kolorado)
Ridgway – miasto w Stanach Zjednoczonych, w stanie Kolorado, w hrabstwie Ouray.